# North and South (Gerry Rafferty)
North and South is het zesde album van Gerry Rafferty; het verscheen in 1988 zes jaar na zijn vorige Sleepwalking. Niet alleen is Rafferty terug bij zijn vaste producent Hugh Murphy, maar het album klinkt ook meer als Rafferty's eerdere. Het album Sleepwalking onder leiding van Christopher Neil gaf een afwijkende stijl de horen. Het album is opgenomen bij Rafferty thuis (The Farm) en in twee geluidsstudio's te weten RAK Studio en Odyssey Studio, beide te Londen.

## Musici
- Gerry Rafferty – zang, orgel, synthesizer, piano, gitaar
- Mo Foster – basgitaar,  fretloze basgitaar
- Andrew White - sopraansaxofoon
- Jerry Donahue - gitaar
- Bryn Haworth - slide guitar
- Geraint Watkins – accordeon
- Arran Ahmun – slagwerk percussie
- Alan Clark - synthesizer, hammondorgel
- Mel Collins - saxofoon
- Betsy Cook - elektrische piano
- Kenny Craddock - synthesizer, hammondorgel
- Ian Maidman - basgitaar
- William Malone - strijkinstrumenten
- Morris Pert - percussie
- Davy Spillane - whistle, uilleann pipes
- Pete Zorn - basgitaar
- Ric Sanders - fiddle

## Muziek
| Nr. | Titel                          | Duur |
| --- | ------------------------------ | ---- |
| 1.  | North and south                | 6:29 |
| 2.  | Moonlight and gold             | 6:09 |
| 3.  | Tired of talking               | 4:06 |
| 4.  | Hearts run dry                 | 6:06 |
| 5.  | A dangerous age                | 5:20 |
| 6.  | Shipyard town                  | 6:12 |
| 7.  | Winter’s come                  | 6:28 |
| 8.  | Nothing ever happens down here | 3:32 |
| 9.  | On a night like this           | 6:05 |
| 10. | Unselfish love                 | 5:10 |

## Trivia
- Het album werd uitgegeven door Polydor, dat even later ook de muziekalbums van Stealers Wheel in beheer kreeg, ze kochten A & M Records; Rafferty had na de breuk in Stealers Wheel onaangename ervaringen met A & M;
- het album vermeldde als een van de eerste albums een e-mailadres, dat van het management Clarles; ook het telexnummer werd vermeld;
- het album stond 13 weken in de Album Top 100